# Rita Orji
Pour les articles homonymes, voir Orji.
Rita Orji est une informaticienne nigériano-canadienne, titulaire d'une chaire de recherche du Canada en technologie de persuasion et directrice du laboratoire d'informatique persuasive de l'Université Dalhousie au Canada. Son travail se situe dans le domaine de l'interaction homme-machine avec un accent majeur sur la conception de systèmes interactifs pour atteindre divers objectifs de santé et de bien-être. Elle a remporté plus de 50 prix et distinctions d'organisations nationales et internationales. Elle s'est adressée à un panel des Nations unies sur la condition de la femme et au Parlement du Canada. 

## Enfance et éducation
Rita a grandi dans l'État d'Enugu au Nigeria. Elle est née et a été élevée par des parents (Maria et Okonkwo Orji) qui n'ont jamais fréquenté l'école, dans une ville isolée appelée Owelli sans électricité ni eau courante. Rita est l'une des neuf frères et sœurs et ses parents ont soutenu la famille grâce à leur agriculture paysanne. Rita n'a pas eu accès à un ordinateur en grandissant, elle a été admise à étudier l'informatique à l'Université Nnamdi Azikiwe sans avoir utilisé un ordinateur pour la première fois,. Néanmoins, elle a obtenu son diplôme en tête de sa classe avec les honneurs de première classe. Rita a obtenu son diplôme en tant que meilleure étudiante de toutes ses études avec des notes de première classe, un exploit rare qui a attiré de nombreux prix et bourses. À l'âge de 13 ans, elle intègre l'équipe nigériane des Olympiades internationales de mathématiques. En 2002, elle a lancé Education for Women and the Less Privileged au Nigeria, une organisation à but non lucratif qui offre un mentorat et des bourses aux femmes dans le domaine de l'éducation. Rita Orji a rejoint un programme de maîtrise à l'Université technique du Moyen-Orient, où elle était la seule étudiante noire. Elle a terminé sa maîtrise en 2009 et a déménagé au Canada en tant qu'étudiante diplômée. 

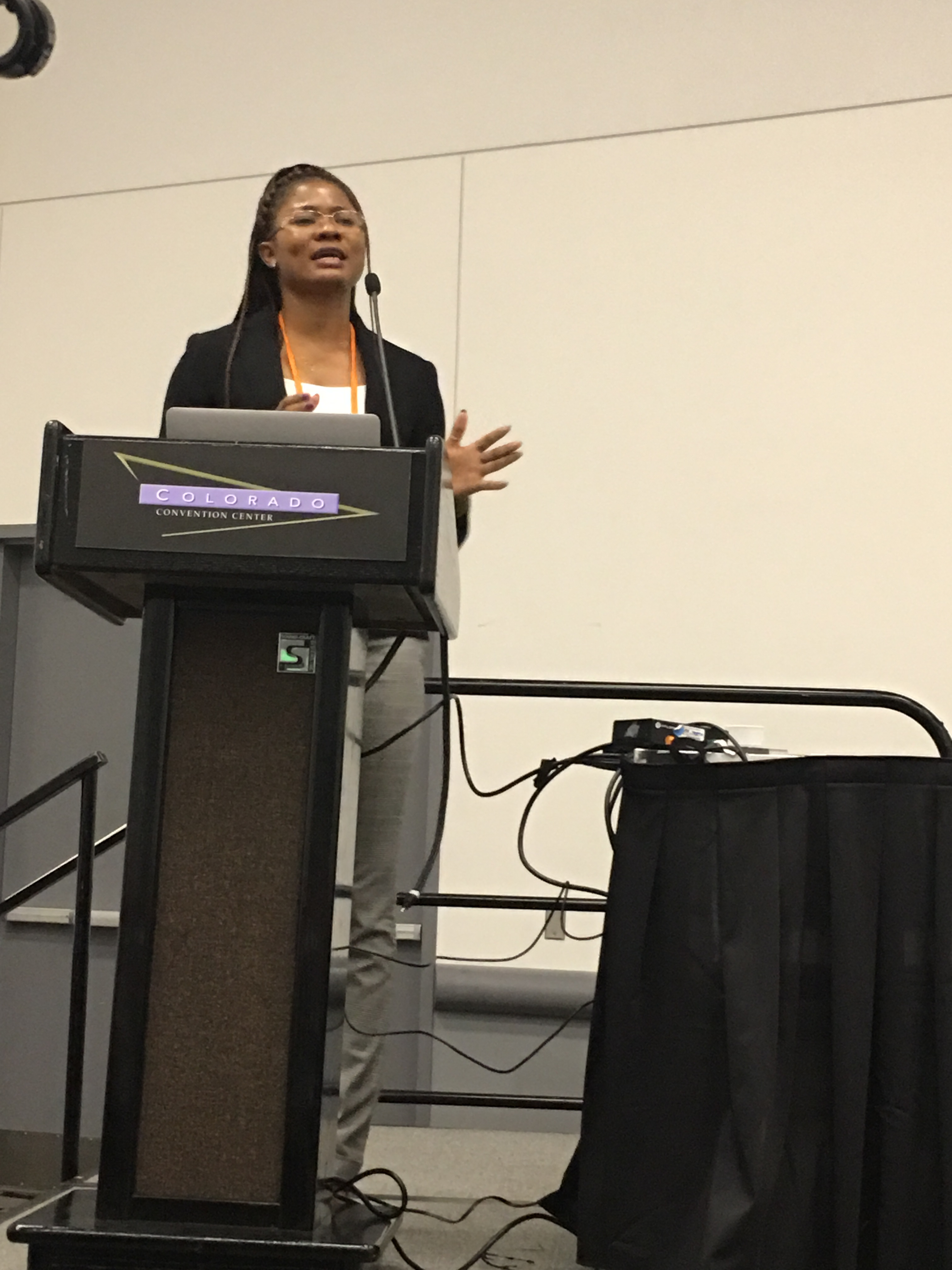
Rita Orji en 2017 dans le Colorado

En 2012, elle a présenté au Parlement du Canada, où elle a parlé de la promotion de la santé et de la prévention des maladies. Rita Orji a reçu une bourse Vanier du Conseil de recherches en sciences naturelles et en génie du Canada. Orji a obtenu son doctorat à l'Université de la Saskatchewan en 2014. Elle a été la première femme de sa ville de 50 000 habitants à obtenir un doctorat. Elle s'est jointe à l'Université McGill en tant que boursière postdoctorale, où elle a travaillé sur des interventions technologiques pouvant entraîner un changement de comportement. 

## Carrière
Rita Orji s'est jointe au Games Institute de l'Université de Waterloo en tant que Banting Fellow en 2016. Elle s'intéresse aux technologies de persuasion et à la conception de technologies pouvant promouvoir la santé et le bien-être et les technologies de promotion des biens sociaux et publics. Rita Orji s'est jointe à la Faculté d'informatique de l'Université Dalhousie en tant que professeure adjointe en 2017. Elle conçoit des systèmes interactifs et des technologies de persuasion (en), notamment au profit des populations mal desservies. Elle a étudié comment la culture et l'âge influencent l'efficacité des technologies de persuasion. Elle a analysé comment la récompense, la compétition, la comparaison sociale et l'apprentissage social diffèrent entre les hommes et les femmes dans les cultures collectivistes et individualistes, constatant que dans les cultures collectivistes, les hommes sont plus susceptibles d'être récompensés et compétitifs. 

### Plaidoyer et engagement
Rita est une ambassadrice de la diversité en sciences, technologie, ingénierie et mathématiques (STEM), œuvrant pour une participation accrue des femmes et des minorités à l'informatique grâce à un travail dédié et en s'utilisant comme exemple pratique. Elle est passionnée par l'autonomisation des jeunes et l'accès des femmes à l'éducation. Elle a été honorée par hEr VOLUTION comme l'une des 150 meilleures femmes scientifiques au Canada,. Elle a assisté à la Commission des Nations unies sur la condition de la femme à New York. Elle a pris la parole lors du panel 2018 de la Commission des Nations unies sur la condition de la femme (CSW62): It is Up to Me. 

## Prix et distinctions
- Top 100 des femmes les plus influentes du Canada en 2021[21].
- 2021 Top 100 des femmes nigérianes de premier plan[22].
- Prix 2021 pour jeune chercheur en informatique exceptionnel[23].
- 2020 Chaire de recherche du Canada en technologie de persuasion[24].
- 2020 Intronisée au Collège des nouveaux chercheurs, artistes et scientifiques de la Société royale du Canada[25].
- Prix d'excellence en recherche du recteur de l'Université Dalhousie 2019[26].
- Prix 2019 de l'International Society for Research on Internet Interventions Rising Star[27].
- 2018 Women Leaders in the Digital Economy Award, Digital Nova Scotia[28].
- 2017 Prix d'excellence de l'État d'Enugu en reconnaissance des réalisations savantes et des contributions à l'avancement de l'éducation[29].
- 2017 Prix d'excellence de l'Université Nnamdi Azikiwe en reconnaissance de la contribution à l'avancement des connaissances en informatique[20].
- 2017 Top 150 Canadiennes en sciences, technologie, ingénierie et mathématiques (STEM)[30].
- 2013 University of Saskatchewan Research Excellence in Science Award[31].